# Mecistognatha flavida
Mecistognatha flavida är en fjärilsart som beskrevs av George Francis Hampson. Mecistognatha flavida ingår i släktet Mecistognatha och familjen nattflyn. Inga underarter finns listade i Catalogue of Life.